# Арундо тростинний
Арундо тростинний, арундо очеретяний (Arundo donax) — вид рослин родини тонконогові (Poaceae). лат. donax — «очерет».

## Опис
Багаторічна трав'яниста рослина. Стебла до 5 метрів і до 3,5(-4) см у діаметрі, порожнисті. Листки ланцетні, 5–7 см завдовжки, плоскі, яскраво зелені. Великі волоті фіолетових або жовтих колосків 3–6 дм в довжину. Колоски (9-)11–14 мм, з 2–5 квітками. Квітне в Європі в кінці літа і восени.

## Поширення
Природжений діапазон поширення: Азія: Саудівська Аравія; Афганістан; Іран; Ірак; Сирія; Казахстан; Туркменістан; Узбекистан; Китай — Фуцзянь, Гуандун, Гуйчжоу, Хайнань, Хунань, Цзянсу, Сичуань, Тибетський автономний район, провінції Юньнань, Чжецзян; Японія; Бутан; Індія; Непал; Пакистан; Камбоджа; Лаос; М'янма; Таїланд; В'єтнам; Індонезія; Малайзія. Натуралізований широко, в тому числі в Україні, в Криму. Знайдений у Кілійській дельті Дунаю. Також культивується.

## Використання
Це одна з найшвидкозростаючих рослин у світі. Його фітомаса може замінювати деревину. Продуктивність 1 га Arundo donax еквівалентна 25–30 га ліса. З 1 га можна отримати 25–50 т сухої фітомаси Arundo donax. Росте в безпосередній близькості від водних шляхів; іноді використовується як декоративний.
Зі стебел виготовляють музичні інструменти.

## Галерея

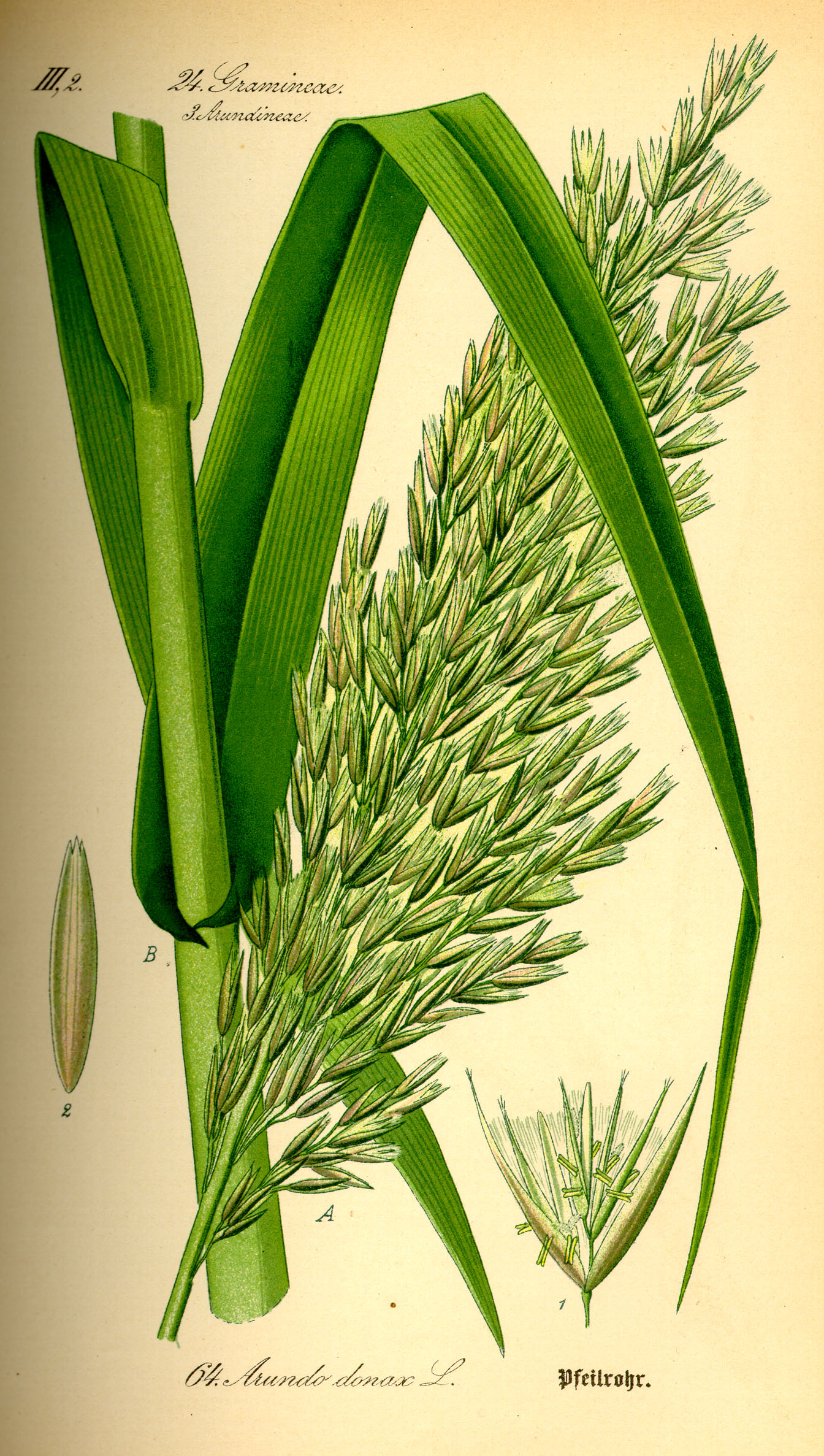
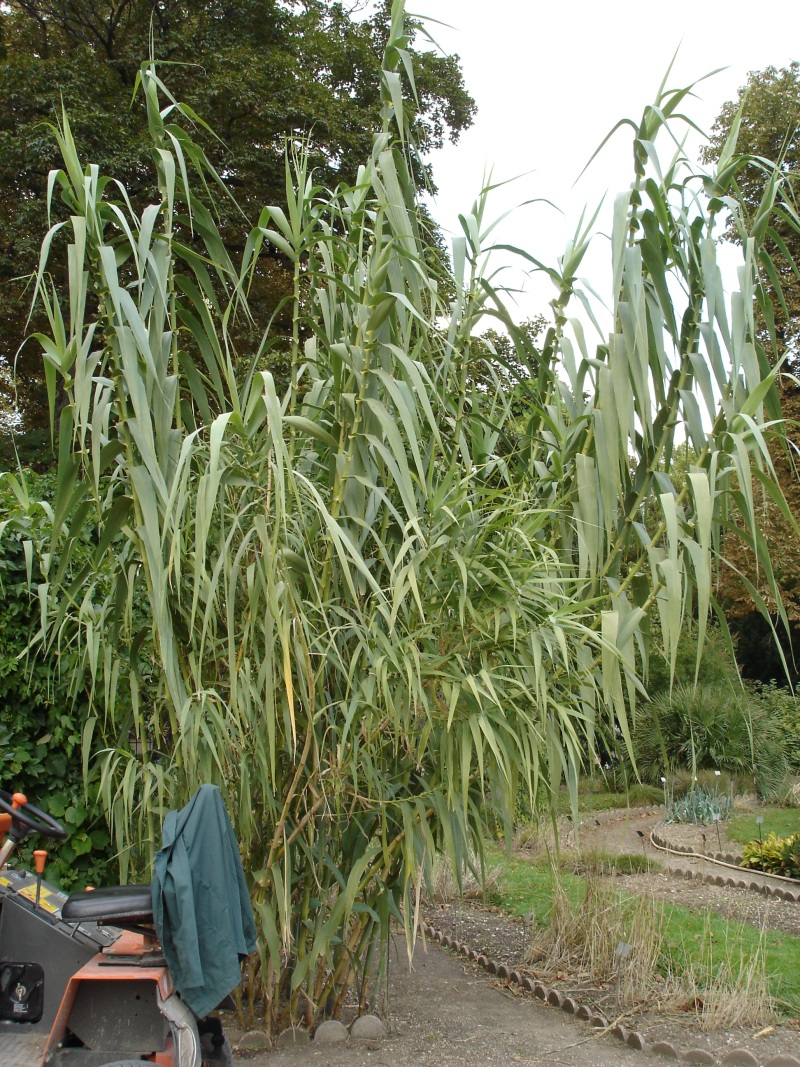
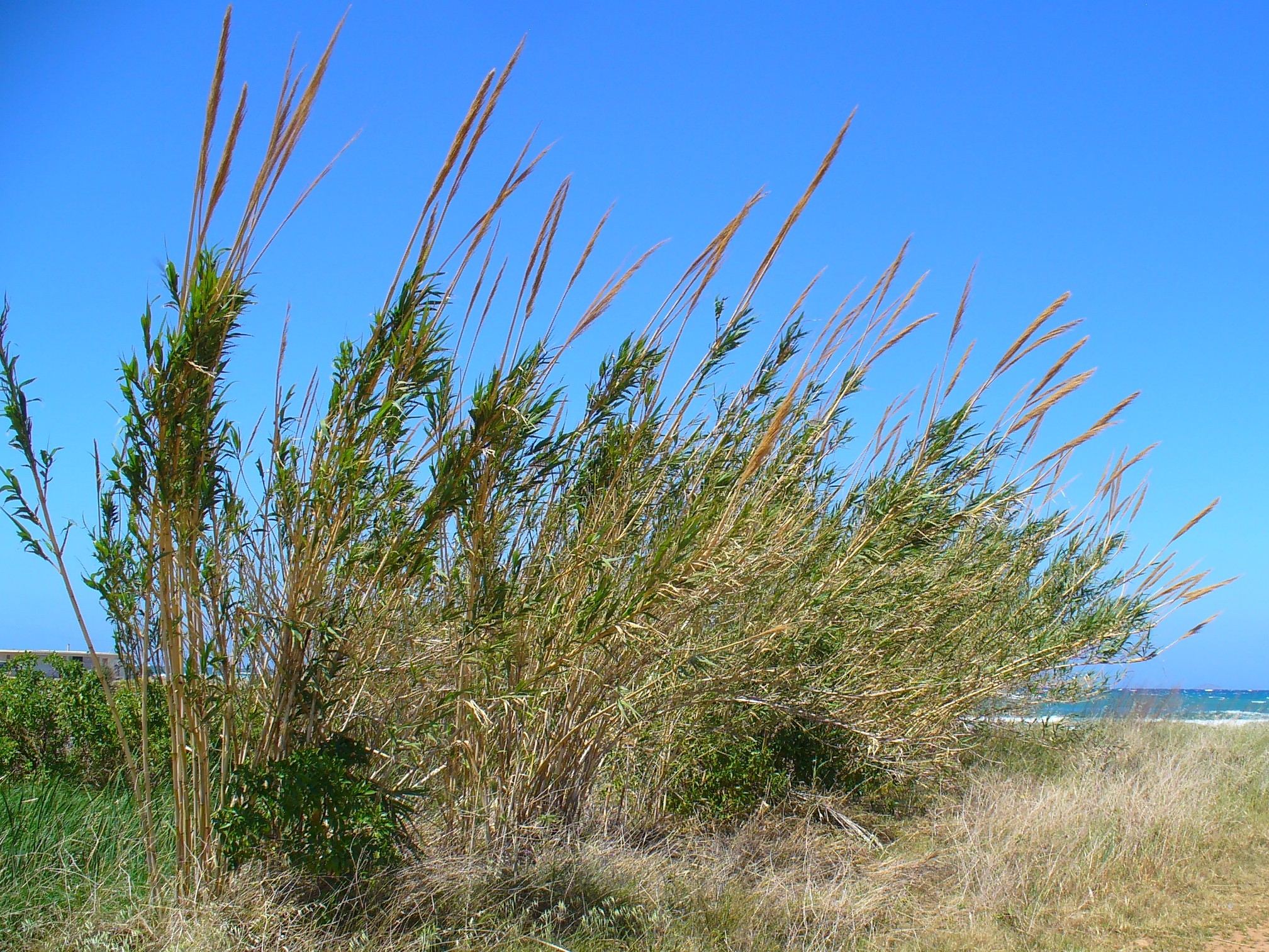